# Ubristes
Ubristes là một chi ruồi trong họ Syrphidae.